# Alina Filipowycz
Alina Marjaniwna Filipowycz (ukr. Аліна Мар'янівна Філіпович; ur. 4 lipca 2005) – ukraińska zapaśniczka walcząca w stylu wolnym.
Wicemistrzyni Europy w 2024 i trzecia w 2025. Trzecia na MŚ U-23 w 2024. Druga na ME U-23 w 2025. Mistrzyni świata w 2023 i 2024 i Europy juniorów w 2023 roku.